# Für ein europäisches Serbien
Für ein europäisches Serbien (serbisch: Za evropsku Srbiju, ZES) war eine Koalition serbischer Parteien.
Die Koalition bestand aus den Parteien Demokratische Partei, G17 Plus, Serbische Erneuerungsbewegung, Liga der Sozialdemokraten der Vojvodina und Demokratische Partei des Sandžak.
Bei den Parlamentswahlen 2008 erreichte die Koalition 38,75 % der Stimmen und bildete mit der Sozialistischen Partei Serbiens die Regierung bis 2012.